# La gata (série télévisée, 2014)
La gata est une telenovela mexicaine diffusée en 2014 par Canal de las Estrellas.

## Synopsis
Esmeralda La Gata est une enfant de 12 ans qui vit dans un quartier pauvre et dans des conditions de vie misérables. Depuis l'enfance, elle est l'amie de Pablo, un jeune de 15 ans, riche, qui la défend face aux moqueries et attaques des autres enfants.  Pablo ressent de la compassion pour Esmeralda. Il n'apprécie pas que Madame Rita, une vieille, ait élevé Esmeralda et Centavito, en les envoyant vendre ou mendier pour avoir de quoi manger. 
Bien sûr Rita prend soin et traite comme une reine sa petite-fille Inés, la fille de son fils Tilico qui est en prison pour un délit qu'il a commis. 
Esmeralda grandit comme un petit animal sauvage, mais elle a une douceur et un charme qui la rendent unique et attachante. C'est ainsi qu'elle a survécu aux coups durs de la vie. 
Quand Pablo apprend qu'Esmeralda ne sait ni lire ni écrire, il décide de lui apprendre, mais dans le plus grand secret vis-à-vis de Lorenza, sa mère, qui méprise Esmeralda, car elle veut qu'il se marie avec Monica Elizade Castenda, une enfant qu'elle a élevé comme sa nièce. Monica est la seule fille que Lorenza trouve parfaite pour son fils Pablo.

## Distribution
- Maite Perroni : Esmeralda « La Gata »
- Daniel Arenas : Pablo Martínez Negrete
- Laura Zapata : Lorenza Negrete de Martínez
- Erika Buenfil : Fela (La loca) / Fernanda Bravo del Castillo
- Jorge Poza : Mariano Martínez Negrete
- Paloma Ruiz de Alda : Mónica Elizalde Castañeda
- Juan Verduzco : Agustín Martínez
- Manuel Ojeda : Fernando De la Santacruz « El Silencioso »
- Mariluz Bermúdez : Virginia Martínez Negrete
- Pierre Louis : Centavito
- Carlos Bonavides : Doménico Almonte
- Alejandra Robles Gil : Inés
- Jorge Alberto Bolaños : Omar
- Monika Sánchez : Gisella
- Laurinne Kuaka : Verónica
- Ricardo Baranda : Garabato
- Socorro Bonilla : Mercedes
- Leticia Perdigón : Rebeca, la Jarocha
- Pilar Pellicer : Rita
- Ianis Guerrero : Damián
- Mauricio de Montellano : Rey
- Jesús Carus : Billy
- Ivan Peniche : Tony
- Jaime Puga : Casimiro

## Diffusion internationale
| Pays    | Chaîne                 | Titre        | Série première | Série finale    |
| ------- | ---------------------- | ------------ | -------------- | --------------- |
| Mexique | Canal de las Estrellas | La gata      | 5 mai 2014     | 19 octobre 2014 |
| Serbie  | Prva                   | Divlja mačka | 18 août 2014   |                 |
| Hongrie | TV2                    | A macska     | 18 août 2014   |                 |
| Chili   | Mega                   | La gata      | 6 octobre 2014 |                 |

## Versions
- Rosa salvaje (1987), produit par Valentín Pimstein pour Televisa.